# Wecomedon similis
Wecomedon similis is een vlokreeftensoort uit de familie van de Lysianassidae. De wetenschappelijke naam van de soort is voor het eerst geldig gepubliceerd in 1982 door Jarrett & Bousfield.